# Aminoalcohol
Los aminoalcoholes son unos compuestos orgánicos que son tanto una amina primaria como un alcohol primario, debido al grupo funcional amino y al grupo funcional hidroxilo. Entre los más comunes se pueden encontrar:

## Etanolamina
La etanolamina, también llamada 2-aminoetanol o monoetanolamina (abreviado como ETA o MEA) es un compuesto químico orgánico que como en el caso de otras aminas, actúa como una base débil. La etanolamina es un líquido tóxico, inflamable, corrosivo, incoloro y viscoso, con un olor similar al amoníaco.
Se la suele llamar monoetanolamina para distinguirla de la dietanolamina (DEA) y de la trietanolamina (TEA). Es el segundo grupo más abundante en la cabeza polar de los fosfolípidos, substancias que se encuentran en las membranas biológicas.
Se obtiene del óxido de etileno y amoniaco en el proceso: C2H4O + NH3 → C2H7NO
La etanolamina tiene un amplio empleo en la industria química. Se usa como plastificante en producción de plástico y sirve en la producción de jabones, emulsiones y detergentes.

Heptaminol.

## Heptaminol
El heptaminol, utilizado en la farmacia bajo el nombre de clorhidrato de heptaminol, es una sustancia vasodilatadora, es decir, capaz de estimular el sistema cardiovascular. Es utilizado en el tratamiento de la baja presión arterial y como nootrópico.
El heptaminol es clasificado como una sustancia de dopaje y fue usado por el ciclista Dmitriy Fofonov en el Tour de Francia 2008.

## Esfingosina

Isoetarina.

## Isoetarina
La isoetarina pertenece al grupo de beta2-adrenergic receptor agonist, un grupo de fármacos utilizados para tratar el asma.

## Colina
La colina es un nutriente esencial soluble en agua. Se suele agrupar con las vitaminas del grupo B (vitamina B). El nombre colina hace referencia generalmente a una serie de sales cuaternarias de amonio que contienen el catión N,N,N- trimetiletanolamina. El catión aparece en la cabeza de los grupos fosfatidilcolina y esfingomielina, dos clases de fosfolípidos que son abundantes en las membranas celulares. La colina es la molécula precursora de la acetilcolina, un neurotransmisor que está involucrado en muchas funciones, entre las cuales se incluye la memoria y el control del músculo. La colina se usa en la síntesis de componentes que forman parte de las membranas celulares del cuerpo.

## Serina
La serina (abreviada Ser o S) es uno de los veinte aminoácidos componentes de las proteínas codificados mediante el genoma. No es un aminoácido esencial, lo que significa que se requiere para el cuerpo humano para funcionar correctamente, pero no tiene que provenir de una fuente externa (en la dieta) puesto que el cuerpo es capaz de sintetizarlo internamente. En su lugar, se produce típicamente en el cuerpo a partir de metabolitos como la glicina.

## Propanamina

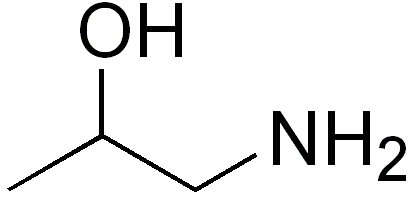
1-amino-2-propanol.

Las propanaminas son un grupo de sustancias químicas derivadas del 1-amino-2-propanol. Muchos de ellos sirven de fármacos. A su grupo pertenecen:
| - Acebutolol - Atenolol - Betaxolol | - Bisoprolol - Fenilpropanolamina - Metoprolol | - Nadolol - Penbutolol - Pindolol | - Practolol - Propranolol - Ritodrina - Timolol |

## Noradrenalina
La noradrenalina (o norepinefrina por su DCI) es una catecolamina con múltiples funciones fisiológicas y homeostáticas que puede actuar como hormona y como neurotransmisor. Las áreas del cuerpo que producen o se ven afectadas por la norepinefrina son descritas como noradrenérgicas.
Los términos noradrenalina (derivado del latín) y norepinefrina (del griego) son intercambiables, siendo el primero más común en la mayor parte del mundo. Sin embargo, para evitar confusión y obtener consistencia, las autoridades médicas han promovido la norepinefrina como la nomenclatura favorecida, y este es el término usado a lo largo de este artículo.
Una de las funciones más importantes de la norepinefrina es su rol como neurotransmisor. Es liberada de las neuronas simpáticas afectando el corazón. Un incremento en los niveles de norepinefrina del sistema nervioso simpático incrementa el ritmo de las contracciones.
Como hormona del estrés, la norepinefrina afecta partes del cerebro tales como la amígdala cerebral, donde la atención y respuestas son controladas. Junto con la epinefrina, la norepinefrina también subyace la reacción de lucha o huida, incrementando directamente la frecuencia cardiaca, desencadenando la liberación de glucosa de las reservas de energía, e incrementando el flujo sanguíneo hacia el músculo esquelético. Incrementa el suministro de oxígeno del cerebro. La norepinefrina también puede suprimir la neuroinflamación cuando es liberada difusamente en el cerebro por el locus coeruleus.
Cuando la norepinefrina actúa como droga, incrementa la presión sanguínea al aumentar el tono vascular (el grado de tensión del músculo liso vascular que conforma las paredes de los vasos sanguíneos) a través de la activación del receptor adrenérgico-α. El resultado de la creciente resistencia vascular desencadena un reflejo compensatorio que supera el efecto homeostático de aquel incremento en el corazón, llamado reflejo barorreceptor, que de lo contrario resultaría en una caída en la frecuencia cardíaca llamada bradicardia refleja.